# 虎噬牛铜枕
虎噬牛铜枕，又称猛虎袭牛铜枕是西汉早期青铜器装饰雕刻。是滇国青铜器的代表作，现为云南省博物馆藏。

## 特点
1972年，在云南江川李家山古墓群第17号墓出土。枕长50.3厘米、高32.5厘米，呈马鞍形。两端上翘，各铸一个牛。侧面浮雕三只凶残猛虎，分别扑在牛背上。云南出土的青铜器上多见虎、牛雕饰，反映出古代滇族奴隶主阶级的权威和意志。虎噬牛铜枕出土时在死者头下，部分耳环或头部残片粘列到器面。

## 图库

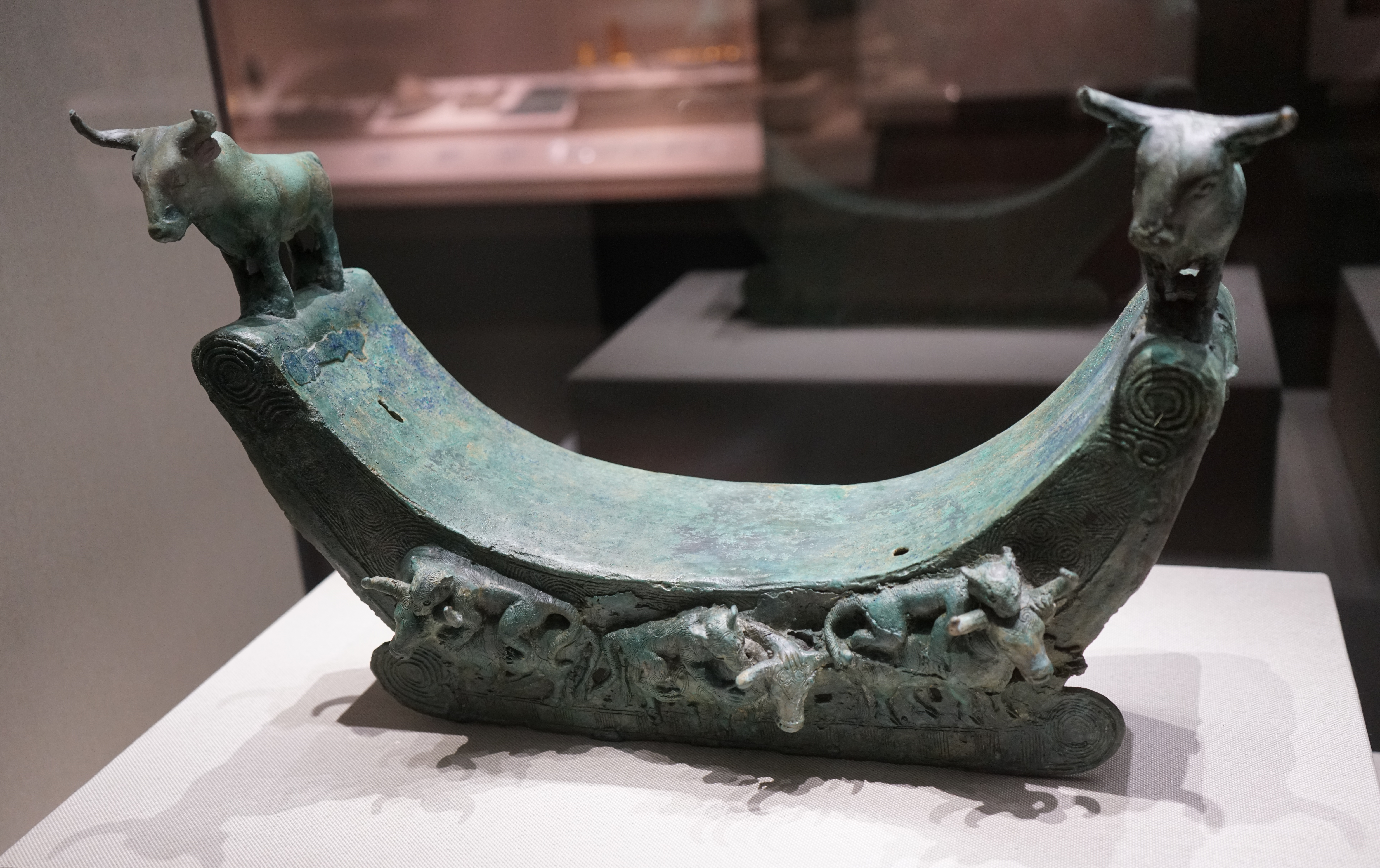
猛虎袭牛铜枕正面
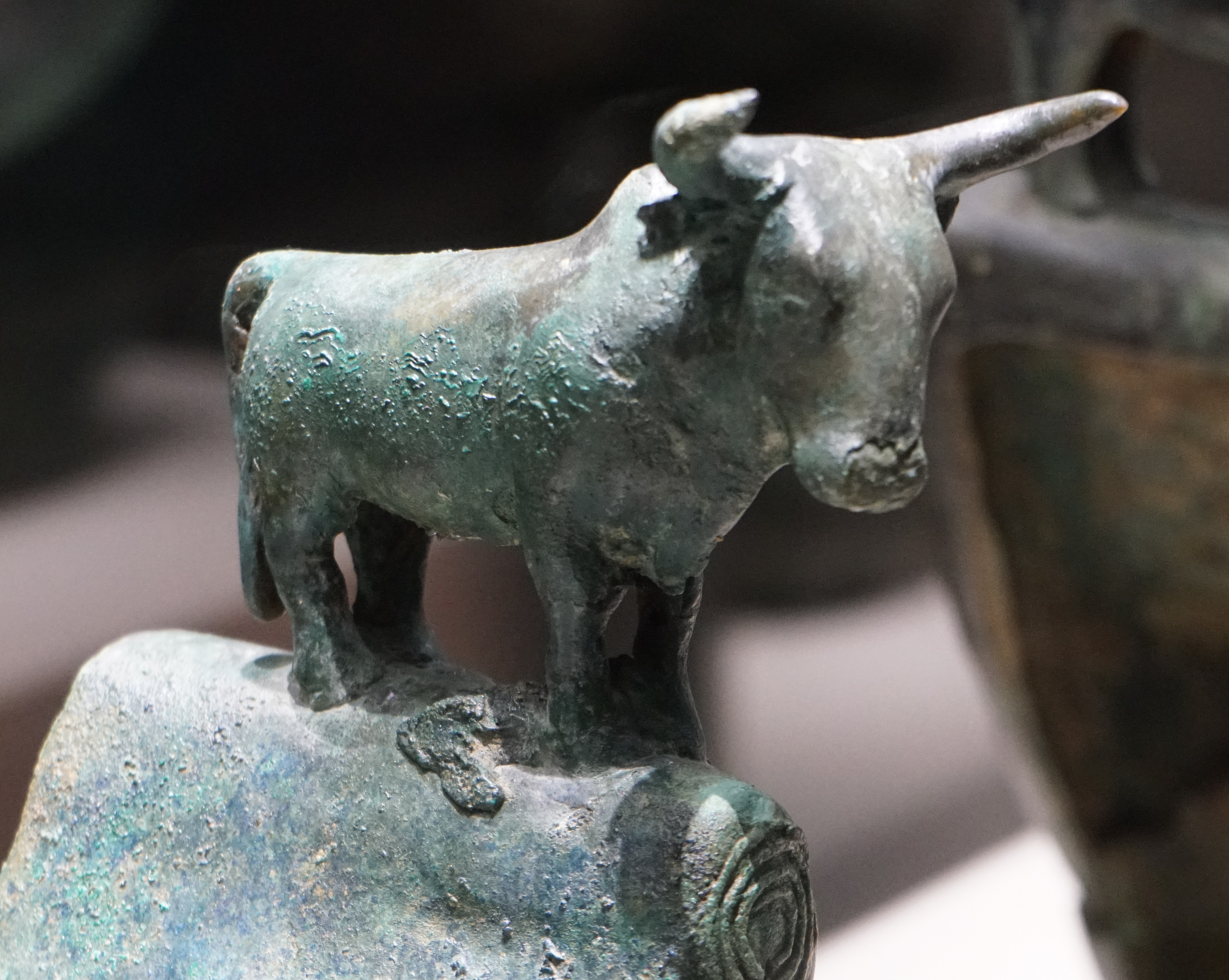
猛虎袭牛铜枕牛特写
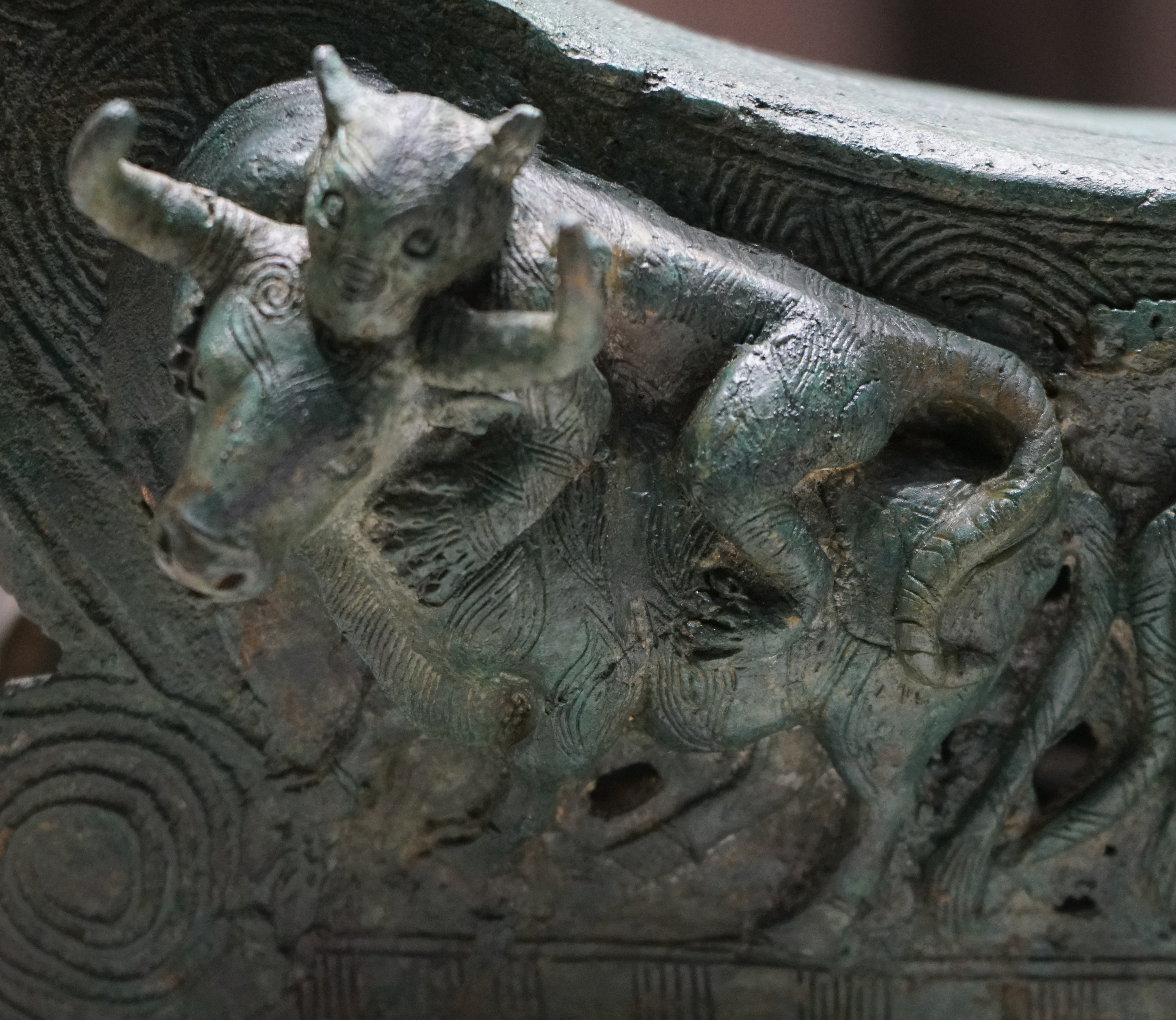
猛虎袭牛铜枕底层特写
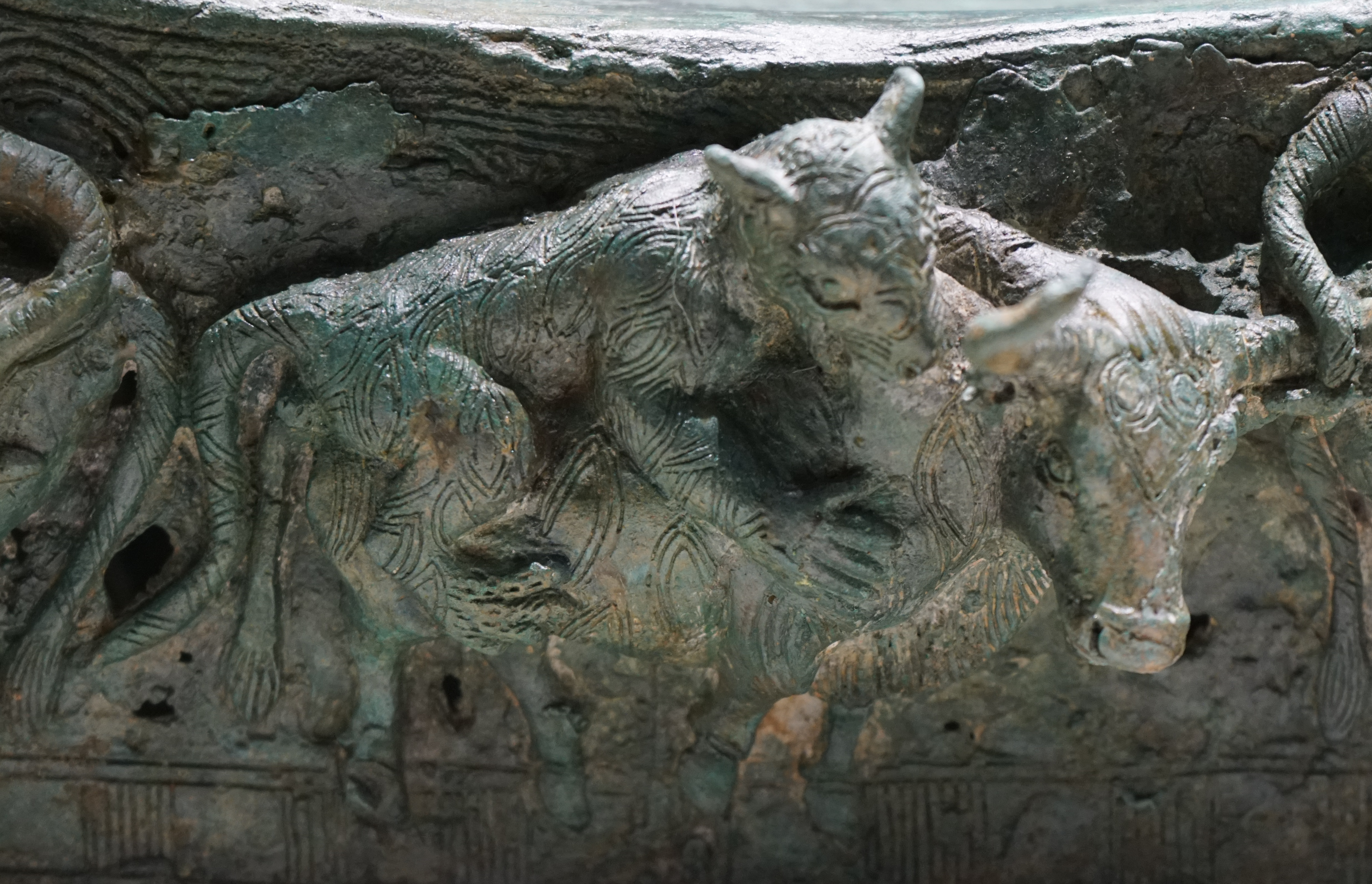
猛虎袭牛铜枕底层特写
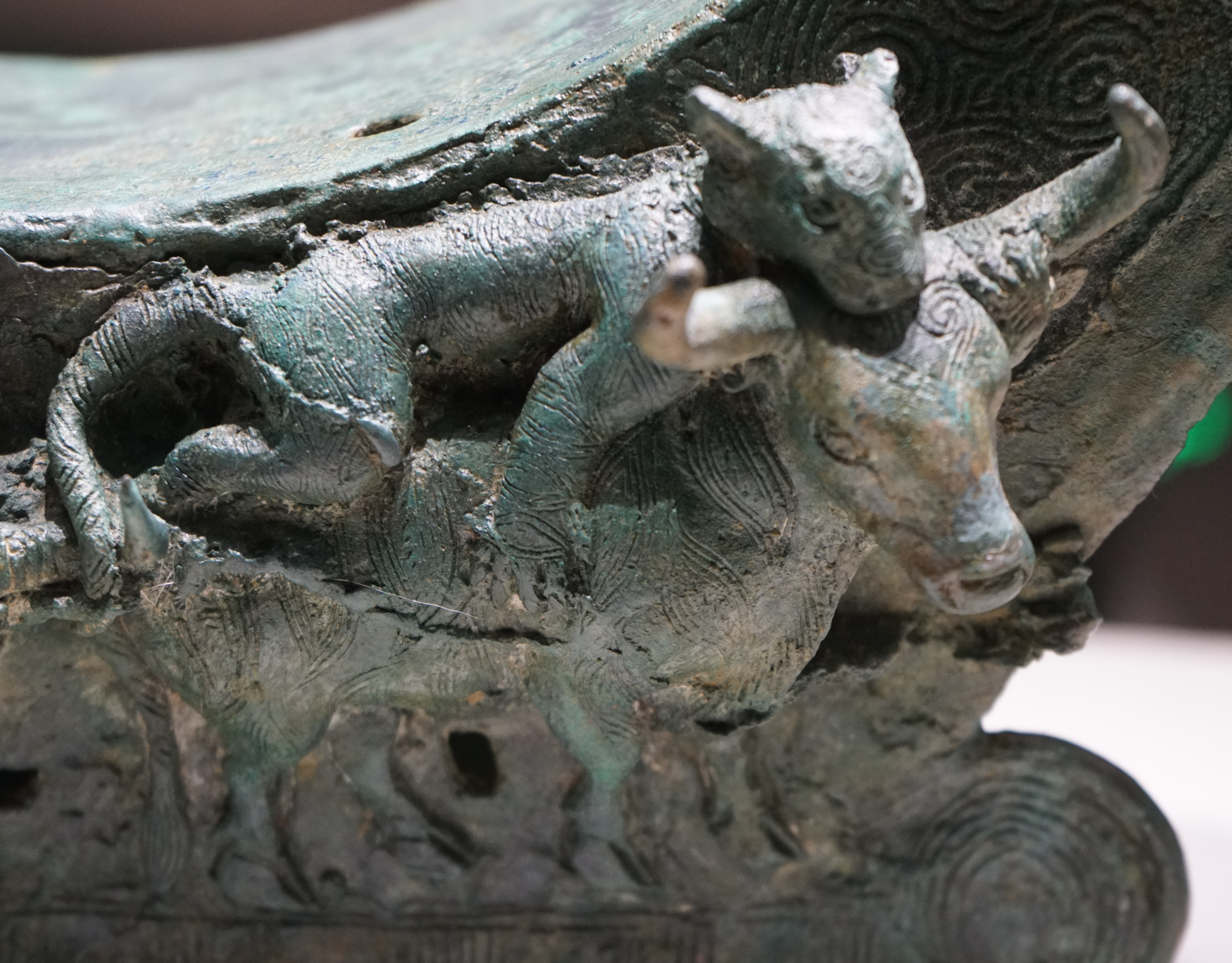
猛虎袭牛铜枕底层特写
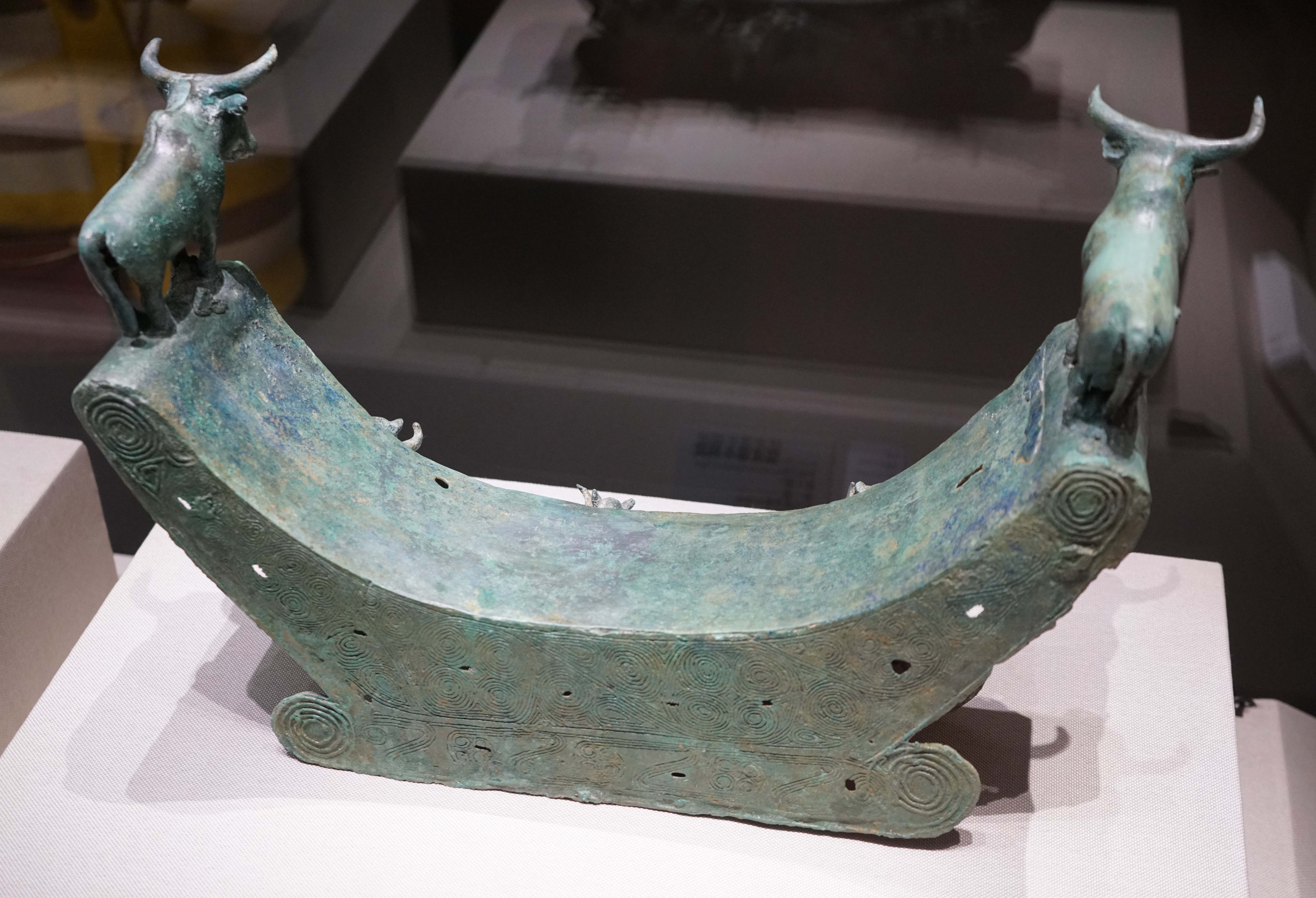
猛虎袭牛铜枕背部